# Ostanine (Ostanine), Lenine
Ostanine (în ucraineană Останіне) este localitatea de reședință a comunei Ostanine din raionul Lenine, Republica Autonomă Crimeea, Ucraina.

## Demografie
Componența lingvistică a localității Ostanine
     Rusă (75,65%)
     Tătară crimeeană (14,6%)
     Ucraineană (8,84%)
     Alte limbi (0,35%)
Conform recensământului din 2001, majoritatea populației localității Ostanine era vorbitoare de rusă (75,65%), existând în minoritate și vorbitori de tătară crimeeană (14,6%) și ucraineană (8,84%).